# Temporada 1970-71 de los Detroit Pistons
La temporada 1970-71 fue la vigésimo tercera de los Pistons en la NBA, y la decimocuarta en su localización de Detroit, Míchigan. La temporada regular acabaron con 45 victorias y 37 derrotas, ocupando la cuarta posición en la División Medio Oeste y la sexta dentro de la Conferencia Oeste, no logrando clasificarse para los playoffs.

## Elecciones en elDraft
| Ronda | Puesto | Jugador       | Posición  | Nacionalidad   | Universidad     |
| ----- | ------ | ------------- | --------- | -------------- | --------------- |
| 1     | 1      | Bob Lanier    | Pívot     | Estados Unidos | St. Bonaventure |
| 2     | 32     | Ken Warzynski | Ala-Pívot | Estados Unidos | DePaul          |
| 8     | 122    | Dan Issel     | Ala-Pívot | Estados Unidos | Kentucky        |
| 14    | 205    | Randy Smith   | Escolta   | Estados Unidos | Buffalo State*  |

## Temporada regular
| División Medio Oeste | División Medio Oeste | División Medio Oeste | División Medio Oeste | División Medio Oeste | División Medio Oeste | División Medio Oeste | División Medio Oeste | División Medio Oeste |
| Equipo               | G                    | P                    | %                    | PD                   | Casa                 | Fuera                | Neutral              | Div                  |
| -------------------- | -------------------- | -------------------- | -------------------- | -------------------- | -------------------- | -------------------- | -------------------- | -------------------- |
| y-Milwaukee Bucks    | 66                   | 16                   | .805                 | –                    | 34–2                 | 28–13                | 4–1                  | 14–4                 |
| x-Chicago Bulls      | 51                   | 31                   | .622                 | 15                   | 30–11                | 17–19                | 4–1                  | 7–11                 |
| Phoenix Suns         | 48                   | 34                   | .585                 | 18                   | 27–14                | 19–20                | 2–0                  | 9–9                  |
| Detroit Pistons      | 45                   | 37                   | .549                 | 21                   | 24–17                | 20–19                | 1–1                  | 6–12                 |

## Estadísticas
| Rk | Jugador          | Edad | P  | PT | MP   | TC  | TCI  | %TC  | TL  | TLI | %TL  | RB  | AS  | FP  | PTS  |
| -- | ---------------- | ---- | -- | -- | ---- | --- | ---- | ---- | --- | --- | ---- | --- | --- | --- | ---- |
| 1  | Dave Bing        | 27   | 82 |    | 37.4 | 9.7 | 20.9 | .467 | 7.5 | 9.4 | .797 | 4.4 | 5.0 | 2.8 | 27.0 |
| 2  | Jimmy Walker     | 26   | 79 |    | 35.0 | 6.6 | 15.2 | .436 | 4.4 | 5.2 | .831 | 2.6 | 3.4 | 2.2 | 17.6 |
| 3  | Terry Dischinger | 30   | 65 |    | 28.5 | 4.7 | 8.7  | .535 | 2.5 | 3.2 | .763 | 5.2 | 1.7 | 2.9 | 11.8 |
| 4  | Bill Hewitt      | 26   | 62 |    | 27.8 | 3.3 | 7.0  | .467 | 1.1 | 1.9 | .575 | 7.3 | 2.0 | 3.0 | 7.7  |
| 5  | Bob Lanier       | 22   | 82 |    | 24.6 | 6.1 | 13.5 | .455 | 3.3 | 4.6 | .726 | 8.1 | 1.8 | 3.3 | 15.6 |
| 6  | Howard Komives   | 29   | 82 |    | 23.6 | 3.4 | 8.7  | .385 | 1.5 | 1.8 | .801 | 1.9 | 3.2 | 2.2 | 8.2  |
| 7  | Otto Moore       | 24   | 82 |    | 23.5 | 3.8 | 8.5  | .445 | 1.5 | 2.7 | .553 | 8.5 | 1.1 | 2.2 | 9.0  |
| 8  | Erwin Mueller    | 26   | 52 |    | 23.5 | 2.4 | 5.9  | .408 | 1.2 | 2.1 | .556 | 4.3 | 2.2 | 1.9 | 6.0  |
| 9  | Steve Mix        | 23   | 35 |    | 20.9 | 3.2 | 7.1  | .446 | 1.9 | 2.5 | .764 | 4.7 | 1.0 | 2.1 | 8.3  |
| 10 | Bob Quick        | 24   | 56 |    | 20.5 | 2.8 | 6.1  | .455 | 2.5 | 3.1 | .784 | 4.1 | 1.0 | 2.5 | 8.0  |
| 11 | Terry Driscoll   | 23   | 69 |    | 18.2 | 1.9 | 4.6  | .415 | 1.6 | 2.2 | .701 | 5.8 | 0.8 | 3.1 | 5.4  |
| 12 | Harvey Marlatt   | 22   | 23 |    | 9.3  | 1.1 | 3.5  | .313 | 0.7 | 0.8 | .833 | 1.0 | 1.3 | 1.2 | 2.8  |

## Galardones y récords
| Jugador    | Galardón                            |
| Dave Bing  | Mejor quinteto de la NBA All-Star   |
| Bob Lanier | Mejor quinteto de rookies de la NBA |